# Creatin kinase
Creatin-kinase (CK), còn gọi là Creatin phosphokinase (CPK) hoặc đôi khi được gọi không chính xác là creatinin kinase) là một enzym (số EC: 2.7.3.2). CK xúc tác cho sự chuyển hóa creatin và tiêu thụ adenosin triphosphat (ATP) để tạo ra phosphocreatin (PCr) và adenosin diphosphat (ADP). Phản ứng enzym CK này là thuận nghịch và vì thế ATP có thể được sinh ra từ PCr và ADP.
Trong các mô và tế bào tiêu thụ ATP nhanh, đặc biệt là cơ xương, nhưng cũng như ở não, các tế bào cảm quang của võng mạc, các tế bào lông của tai trong, tinh trùng và cơ trơn, PCr phục vụ như một nguồn dự trữ năng lượng cho đệm và tái sinh nhanh của ATP tại chỗ (in situ), cũng như cho chuyên chở năng lượng nội bào bởi "tàu con thoi" hay mạch vòng PCr. Vì thế creatin kinase là một enzym quan trọng trong các mô như thế.
Về mặt lâm sàng, creatin kinase được xét nghiệm trong các thử nghiệm máu như là một dấu hiệu của nhồi máu cơ tim (đau tim), tiêu cơ vân (mô cơ xương bị hư hại/bị phá vỡ nhanh chóng), loạn dưỡng cơ, viêm cơ tự miễn dịch và trong thương tổn thận cấp tính.

## Các kiểu
Trong các tế bào, các enzym CK "cơ chất tế bào chất" (cytosol) bao gồm 2 khối con, hoặc là B (kiểu não) hoặc là M (kiểu cơ). Vì thế, có ba loại đồng enzym (isoenzym) khác biệt: CK-MM, CK-BB và CK-MB. Các gen cho các khối con này nằm ở các nhiễm sắc thể khác biệt: B nằm trên 14q32 còn M nằm trên 19q13. Bổ sung cho ba đồng phân CK cơ chất tế bào chất này là 2 đồng enzym creatin kinase ti thể, bao gồm dạng có khắp mọi nơi và dạng tâm cơ. Thực thể chức năng của 2 đồng phân CK ti thể này là một bát trùng (octamer) bao gồm 4 nhị trùng (dimer).
Trong khi creatin kinase ti thể tham gia trực tiếp vào việc hình thành phospho-creatin từ ATP ti thể thì CK cơ chất tế bào chất tái sinh ATP từ ADP, sử dụng PCr. Điều này xảy ra tại các vị trí nội bào, nơi ATP được sử dụng trong tế bào, với CK đóng vai trò của một tác nhân tái sinh ATP tại chỗ (in situ).
| gen            | protein                                                  |
| -------------- | -------------------------------------------------------- |
| CKB            | creatin kinase, não, BB-CK                               |
| CKBE           | creatin kinase, biểu hiện lạc vị                         |
| CKM            | creatin kinase, cơ, MM-CK                                |
| CKMT1A, CKMT1B | creatin kinase ti thể 1; mtCK có khắp mọi nơi; hay umtCK |
| CKMT2          | creatin kinase ti thể 2; mtCK tâm cơ; hay smtCK          |

Các mẫu hình đồng enzym bất đồng trong các mô. CK-BB được biểu hiện trong tất cả các mô ở các mức thấp và có sự liên quan lâm sàng thấp. Cơ xương biểu hiện CK-MM (98%) và các mức thấp của CK-MB (1%). Ngược lại, cơ tim biểu hiện CK-MM ở mức 70% và CK-MB ở mức 25–30%.

## Chức năng
Creatin kinase ti thể (CKm) có mặt trong không gian liên màng ti thể, nơi nó sản xuất phosphocreatin (PCr) từ ATP do ti thể sinh ra và creatin (Cr) chuyển tới từ cơ chất tế bào chất. Ngoài 2 dạng đồng enzym CK ti thể, nghĩa là mtCK có khắp mọi nơi (có mặt trong các mô không phải cơ) và mtCK tâm cơ (có mặt trong cơ tâm cơ), còn có 3 dạng đồng phân CK cơ chất tế bào chất có mặt trong cơ chất tế bào chất, phụ thuộc vào từng loại mô. Trong khi MM-CK được biểu hiện trong cơ tâm cơ, nghĩa là, trong cơ xương và cơ tim, thì MB-CK được biểu hiện trong cơ tim, còn BB-CK được biểu hiện trong cơ trơn và trong phần lớn các mô không phải cơ. mtCK ti thể và CK cơ chất tế bào chất được kết nối trong cái gọi là tàu con thoi hay mạch vòng PCr/Cr. PCr sinh ra bởi mtCK trong các ti thể được chuyển qua lại thành CK cơ chất tế bào chất để được ghép lại với các quy trình phụ thuộc ATP, chẳng hạn như các ATPase, như acto-myosin ATPase để co cơ, hay các bơm ion, như bơm calci để giãn cơ. Ở đó, CK cơ chất tế bào chất đã ràng buộc chấp chận PCr qua lại trong khắp tế bào và sử dụng nó để tái sinh ATP, là chất sau đó có thể được sử dụng như một nguồn năng lượng bởi các ATPase. (CK được gắn kết chặt chẽ với các ATPase, tạo thành một ngăn nhỏ kết đôi về mặt chức năng). Vì vậy, PCr không chỉ một đệm năng lượng mà còn là một dạng vận chuyển thuộc tế bào của năng lượng giữa các vị trí dưới mức tế bào của sản xuất năng lượng (ATP) (ti thể và thủy phân glucoza) và các vị trí của việc sử dụng năng lượng (các ATPase).